# Antarchaea curvifera
Antarchaea curvifera là một loài bướm đêm trong họ Noctuidae.